# Grésy-sur-Aix
Grésy-sur-Aix és un municipi francès situat al departament de la Savoia i a la regió d'Alvèrnia-Roine-Alps. L'any 2007 tenia 3.644 habitants.

## Demografia

### Població
El 2007 la població de fet de Grésy-sur-Aix era de 3.644 persones. Hi havia 1.428 famílies de les quals 343 eren unipersonals (156 homes vivint sols i 187 dones vivint soles), 398 parelles sense fills, 554 parelles amb fills i 133 famílies monoparentals amb fills.
La població ha evolucionat segons el següent gràfic:
Habitants censats

### Habitatges
El 2007 hi havia 1.561 habitatges, 1.438 eren l'habitatge principal de la família, 48 eren segones residències i 75 estaven desocupats. 1.064 eren cases i 485 eren apartaments. Dels 1.438 habitatges principals, 1.016 estaven ocupats pels seus propietaris, 382 estaven llogats i ocupats pels llogaters i 40 estaven cedits a títol gratuït; 13 tenien una cambra, 108 en tenien dues, 249 en tenien tres, 378 en tenien quatre i 690 en tenien cinc o més. 1.230 habitatges disposaven pel capbaix d'una plaça de pàrquing. A 611 habitatges hi havia un automòbil i a 761 n'hi havia dos o més.

### Piràmide de població
La piràmide de població per edats i sexe el 2009 era:
| Homes | Edats   | Dones |
| ----- | ------- | ----- |
| 0     | 95 o +  | 0     |
| 4     | 90 a 94 | 12    |
| 12    | 85 a 89 | 12    |
| 16    | 80 a 84 | 24    |
| 40    | 75 a 79 | 60    |
| 36    | 70 a 74 | 52    |
| 52    | 65 a 69 | 72    |
| 52    | 60 a 64 | 40    |
| 60    | 55 a 59 | 60    |
| 104   | 50 a 54 | 76    |
| 144   | 45 a 49 | 112   |
| 120   | 40 a 44 | 196   |
| 112   | 35 a 39 | 100   |
| 76    | 30 a 34 | 120   |
| 108   | 25 a 29 | 96    |
| 80    | 20 a 24 | 48    |
| 84    | 15 a 19 | 80    |
| 116   | 10 a 14 | 104   |
| 132   | 5 a 9   | 92    |
| 68    | 0 a 4   | 68    |

## Economia
El 2007 la població en edat de treballar era de 2.455 persones, 1.888 eren actives i 567 eren inactives. De les 1.888 persones actives 1.773 estaven ocupades (917 homes i 856 dones) i 114 estaven aturades (60 homes i 54 dones). De les 567 persones inactives 228 estaven jubilades, 207 estaven estudiant i 132 estaven classificades com a «altres inactius».

### Ingressos
El 2009 a Grésy-sur-Aix hi havia 1.435 unitats fiscals que integraven 3.768,5 persones, la mediana anual d'ingressos fiscals per persona era de 20.561 €.

### Activitats econòmiques
Dels 232 establiments que hi havia el 2007, 2 eren d'empreses extractives, 6 d'empreses alimentàries, 6 d'empreses de fabricació de material elèctric, 28 d'empreses de fabricació d'altres productes industrials, 42 d'empreses de construcció, 51 d'empreses de comerç i reparació d'automòbils, 6 d'empreses de transport, 7 d'empreses d'hostatgeria i restauració, 1 d'una empresa d'informació i comunicació, 9 d'empreses financeres, 11 d'empreses immobiliàries, 21 d'empreses de serveis, 31 d'entitats de l'administració pública i 11 d'empreses classificades com a «altres activitats de serveis».
Dels 61 establiments de servei als particulars que hi havia el 2009, 1 era una oficina de correu, 2 oficines bancàries, 7 tallers de reparació d'automòbils i de material agrícola, 1 autoescola, 7 paletes, 8 guixaires pintors, 9 fusteries, 7 lampisteries, 2 electricistes, 2 empreses de construcció, 3 perruqueries, 5 restaurants, 4 agències immobiliàries, 1 tintoreria i 2 salons de bellesa.
Dels 12 establiments comercials que hi havia el 2009, 1 era un hipermercat, 1 una gran superfície de material de bricolatge, 2 fleques, 1 una llibreria, 1 una botiga de mobles, 2 botigues de material esportiu, 3 drogueries i 1 una floristeria.
L'any 2000 a Grésy-sur-Aix hi havia 23 explotacions agrícoles que ocupaven un total de 408 hectàrees.

## Equipaments sanitaris i escolars
L'únic equipament sanitari que hi havia el 2009 era una farmàcia.
El 2009 hi havia 1 escola maternal i 1 escola elemental. Grésy-sur-Aix disposava d'un col·legi d'educació secundària amb 420 alumnes.

## Poblacions més properes
El següent diagrama mostra les poblacions més properes.